# Norwegia na Letnich Igrzyskach Olimpijskich 2020
Norwegię na Letnich Igrzyskach Olimpijskich 2020 reprezentowało 95 zawodników: 59 mężczyzn i 34 kobiety. Był to dwudziesty siódmy start reprezentacji Norwegii na letnich igrzyskach olimpijskich.

## Zdobyte medale
| Medal  | Zawodnik | Dyscyplina        | Konkurencja                | Rezultat                                                           | Data       |
| ------ | --- | ----------------- | -------------------------- | ------------------------------------------------------------------ | ---------- |
| Złoto  | Kristian Blummenfelt | Trathlion         | mężczyźni indywidualnie    | 1:45:04                                                            | 26 lipca   |
| Złoto  | Karsten Warholm | Lekkoatletyka     | bieg na 400 m przez płotki | 45,94 s                                                            | 3 sierpnia |
| Złoto  | Jakob Ingebrigtsen | Lekkoatletyka     | bieg na 1500 m mężczyzn    | 3:28,32                                                            | 7 sierpnia |
| Złoto  | Anders Mol, Christian Sørum | Siatkówka plażowa | turniej mężczyzn           | W finale pokonali parę Krasilnikow, Stojanowski 2-0 (21:17, 21:18) | 7 sierpnia |
| Srebro | Kjetil Borch | Wioślarstwo       | jedynki mężczyzn           | 6:41,66                                                            | 30 lipca   |
| Srebro | Eivind Henriksen | Lekkoatletyka     | rzut młotem mężczyzn       | 81,58 m                                                            | 4 sierpnia |
| Brąz   | Hermann Tomasgaard | Żeglarstwo        | klasa Laser                | 85 pkt                                                             | 1 sierpnia |
| Brąz   | Henny Ella Reistad, Veronica Kristiansen, Marit Malm Frafjord, Stine Skogrand, Nora Mørk, Stine Oftedal, Silje Solberg, Kari Brattset, Katrine Lunde, Marit Røsberg Jacobsen, Camilla Herrem, Sanna Solberg, Kristine Breistøl, Marta Tomac, Vilde Johansen | Piłka ręczna      | turniej kobiet             | W meczu o brązowy Norweżki pokonały reprezentację Szwecji 36:19    | 8 sierpnia |

## Skład kadry

### Gimnastyka
Mężczyźni
| Zawodnik         | Konkurencja                 | Kwalifikacje | Kwalifikacje | Kwalifikacje | Kwalifikacje | Kwalifikacje | Kwalifikacje | Kwalifikacje | Kwalifikacje | Finał    | Finał    | Finał    | Finał    | Finał    | Finał    | Finał | Finał   | Źródło |
| Zawodnik         | Konkurencja                 | Przyrząd     | Przyrząd     | Przyrząd     | Przyrząd     | Przyrząd     | Przyrząd     | Razem        | Pozycja      | Przyrząd | Przyrząd | Przyrząd | Przyrząd | Przyrząd | Przyrząd | Razem | Pozycja | Źródło |
| Zawodnik         | Konkurencja                 | F            | PH           | R            | V            | PB           | HB           | Razem        | Pozycja      | F        | PH       | R        | V        | PB       | HB       | Razem | Pozycja | Źródło |
| ---------------- | --------------------------- | ------------ | ------------ | ------------ | ------------ | ------------ | ------------ | ------------ | ------------ | -------- | -------- | -------- | -------- | -------- | -------- | ----- | ------- | ------ |
| Sofus Heggemsnes | ćwiczenia na poręczach      | N/A          | N/A          | N/A          | N/A          | 13,133       | N/A          | 13,133       | 61.          | NQ       | NQ       | NQ       | NQ       | NQ       | NQ       | NQ    | NQ      | [ 1 ]  |
| Sofus Heggemsnes | ćwiczenia na drążku         | N/A          | N/A          | N/A          | N/A          | N/A          | 12,933       | 12,933       | 52.          | NQ       | NQ       | NQ       | NQ       | NQ       | NQ       | NQ    | NQ      | [ 1 ]  |
| Sofus Heggemsnes | ćwiczenia na koniu z łękami | N/A          | 13,066       | N/A          | N/A          | N/A          | N/A          | 13,066       | 44.          | NQ       | NQ       | NQ       | NQ       | NQ       | NQ       | NQ    | NQ      | [ 1 ]  |
| Sofus Heggemsnes | ćwiczenia na kółkach        | N/A          | N/A          | 13,233       | N/A          | N/A          | N/A          | 13,233       | 52.          | NQ       | NQ       | NQ       | NQ       | NQ       | NQ       | NQ    | NQ      | [ 1 ]  |

Kobiety
| Zawodniczka    | Konkurencja            | Kwalifikacje | Kwalifikacje | Kwalifikacje | Kwalifikacje | Kwalifikacje | Kwalifikacje | Finał     | Finał     | Finał     | Finał     | Finał | Finał   | Źródło |
| Zawodniczka    | Konkurencja            | Przyrządy    | Przyrządy    | Przyrządy    | Przyrządy    | Razem        | Pozycja      | Przyrządy | Przyrządy | Przyrządy | Przyrządy | Razem | Pozycja | Źródło |
| Zawodniczka    | Konkurencja            | V            | UB           | BB           | F            | Razem        | Pozycja      | V         | UB        | BB        | F         | Razem | Pozycja | Źródło |
| -------------- | ---------------------- | ------------ | ------------ | ------------ | ------------ | ------------ | ------------ | --------- | --------- | --------- | --------- | ----- | ------- | ------ |
| Julie Erichsen | ćwiczenia na poręczach | N/A          | 11,566       | N/A          | N/A          | 11,566       | 75.          | NQ        | NQ        | NQ        | NQ        | NQ    | NQ      | [ 2 ]  |

### Golf
| Zawodnik                   | Konkurencja | Runda 1 | Runda 2 | Runda 3 | Runda 4 | Łącznie | Łącznie | Łącznie | Źródło |
| Zawodnik                   | Konkurencja | Wynik   | Wynik   | Wynik   | Wynik   | Wynik   | Par     | Pozycja | Źródło |
| -------------------------- | ----------- | ------- | ------- | ------- | ------- | ------- | ------- | ------- | ------ |
| Tonje Daffinrud            | kobiety     | 81      | 73      | 81      | 74      | 309     | + 25    | 60.     | [ 3 ]  |
| Viktor Hovland             | Mężczyźni   | 68      | 69      | 71      | 64      | 272     | – 12    | 14.     | [ 4 ]  |
| Kristian Krogh Johannessen | Mężczyźni   | 72      | 70      | 71      | 71      | 284     | 0       | 53.     | [ 4 ]  |

### Jeździectwo
| Zawodnik       | Konkurencja                          | Koń    | Kwalifikacje | Kwalifikacje | Kwalifikacje | Kwalifikacje | Finał      | Finał       | Finał   | Pozycja | Źródło      |
| Zawodnik       | Konkurencja                          | Koń    | Kary         | Kary         | Łącznie      | Pozycja      | Kary       | Kary        | Łącznie | Pozycja | Źródło      |
| Zawodnik       | Konkurencja                          | Koń    | Przeszkody   | Limit czasu  | Łącznie      | Pozycja      | Przeszkody | Limit czasu | Łącznie | Pozycja | Źródło      |
| -------------- | ------------------------------------ | ------ | ------------ | ------------ | ------------ | ------------ | ---------- | ----------- | ------- | ------- | ----------- |
| Geir Gulliksen | skoki przez przeszkody indywidualnie | Quatro | 0            | 1            | 1            | 26.          | RT         | RT          | RT      | RT      | [ 5 ] [ 6 ] |

### Kajakarstwo
| Zawodnik           | Konkurencja    | Eliminacje | Eliminacje | Półfinały | Półfinały | Finał A/B | Finał A/B | Pozycja | Źródło |
| Zawodnik           | Konkurencja    | Czas       | Pozycja    | Czas      | Pozycja   | Czas      | Pozycja   | Pozycja | Źródło |
| ------------------ | -------------- | ---------- | ---------- | --------- | --------- | --------- | --------- | ------- | ------ |
| Lars Magne Ullvang | K-1 1000 m (m) | 3:47,253   | 3.         | NQ        | NQ        | NQ        | NQ        | NQ      | [ 7 ]  |

### Kolarstwo

#### Kolarstwo szosowe
| Zawodnik                   | Konkurencja                    | Czas    | Pozycja | Źródło |
| -------------------------- | ------------------------------ | ------- | ------- | ------ |
| Andreas Leknessund         | wyścig ze startu wspólnego (m) | 6:25:12 | 83.     | [ 8 ]  |
| Tobias Halland Johannessen | wyścig ze startu wspólnego (m) | 6:25:12 | 82.     | [ 8 ]  |
| Markus Hoelgaard           | wyścig ze startu wspólnego (m) | 6:15:38 | 34.     | [ 8 ]  |
| Tobias Foss                | wyścig ze startu wspólnego (m) | 6:16:53 | 61.     | [ 8 ]  |
| Tobias Foss                | jazda indywidualna na czas (m) | 59:51   | 23.     | [ 8 ]  |
| Katrine Aalerud            | wyścig ze startu wspólnego (k) | 3:59:52 | 37.     | [ 9 ]  |
| Stine Borgli               | wyścig ze startu wspólnego (k) | DNF     | DNF     | [ 9 ]  |
| Katrine Aalerud            | jazda indywidualna na czas (k) | 34:32   | 20.     | [ 9 ]  |

#### Kolarstwo torowe
Omnium
| Zawodnik       | Konkurencja | Scratch | Scratch | Wyścig tempowy | Wyścig tempowy   | Wyścig tempowy | Wyścig eliminacyjny | Wyścig eliminacyjny | Wyścig punktowy | Wyścig punktowy | Wyścig punktowy | Suma punktów | Pozycja | Źródło |
| Zawodnik       | Konkurencja | Miejsce | Punkty  | Miejsce        | Punkty wyścigowe | Punkty         | Miejsce             | Punkty              | Sprint          | Okrążenia       | Miejsce         | Suma punktów | Pozycja | Źródło |
| -------------- | ----------- | ------- | ------- | -------------- | ---------------- | -------------- | ------------------- | ------------------- | --------------- | --------------- | --------------- | ------------ | ------- | ------ |
| Anita Stenberg | kobiety     | 4.      | 34      | 6.             | 1                | 34             | 8.                  | 26                  | 3               |                 | 4.              | 97           | 5.      | [ 10 ] |

#### Kolarstwo górskie
| Zawodnik     | Konkurencja       | Czas    | Pozycja | Źródło |
| ------------ | ----------------- | ------- | ------- | ------ |
| Erik Hægstad | cross-country (m) | 1:31:14 | 24.     | [ 11 ] |

#### Kolarstwo BMX
| Zawodniczka    | Konkurencja | Ćwierćfinał | Ćwierćfinał | Półfinał | Półfinał | Finał | Finał   | Pozycja | Źródło |
| Zawodniczka    | Konkurencja | Wynik       | Miejsce     | Wynik    | Miejsce  | Wynik | Miejsce | Pozycja | Źródło |
| -------------- | ----------- | ----------- | ----------- | -------- | -------- | ----- | ------- | ------- | ------ |
| Tore Navrestad | mężczyźni   | 9           | 3.          | 18       | 6.       | NQ    | NQ      | 12.     | [ 12 ] |

### Lekkoatletyka
Konkurencje biegowe
| Zawodnik                  | Konkurencja            | Eliminacje | Eliminacje | Półfinał | Półfinał | Finał    | Finał   | Źródło |
| Zawodnik                  | Konkurencja            | Wynik      | Miejsce    | Wynik    | Miejsce  | Wynik    | Miejsce | Źródło |
| ------------------------- | ---------------------- | ---------- | ---------- | -------- | -------- | -------- | ------- | ------ |
| Jakob Ingebrigtsen        | 1500 m (m)             | 3:36,49    | 4.         | 3:32,13  | 2.       | 3:28,32  | złoto   | [ 13 ] |
| Filip Ingebrigtsen        | 1500 m (m)             | 3:38,02    | 10.        | NQ       | NQ       | NQ       | NQ      | [ 13 ] |
| Narve Gilje Nordås        | 5 000 m (m)            | 13:41,82   | 12.        | N/A      | N/A      | NQ       | NQ      | [ 14 ] |
| Karsten Warholm           | 400 m przez płotki (m) | 48,65      | 1.         | 47,30    | 1.       | 45,94    | złoto   | [ 15 ] |
| Sondre Nordstad Moen      | maraton (m)            | N/A        | N/A        | N/A      | N/A      | 2:17:59  | 40.     | [ 16 ] |
| Håvard Haukenes           | chód na 50 km (m)      | N/A        | N/A        | N/A      | N/A      | DNF      | DNF     | [ 17 ] |
| Hedda Hynne               | 800 m (k)              | 2:00,76    | 3.         | 2:02,38  | 7.       | NQ       | NQ      | [ 18 ] |
| Karoline Bjerkeli Grøvdal | 5000 m (k)             | 14:56,82   | 5.         | N/A      | N/A      | 15:09,37 | 14.     | [ 19 ] |
| Karoline Bjerkeli Grøvdal | 10 000 m (k)           | N/A        | N/A        | N/A      | N/A      | DNF      | DNF     | [ 20 ] |
| Amalie Iuel               | 400 m przez płotki (k) | 55,65      | 6.         | 57,61    | 8.       | NQ       | NQ      | [ 21 ] |
| Line Kloster              | 400 m przez płotki (k) | 56,45      | 7.         | NQ       | NQ       | NQ       | NQ      | [ 21 ] |

Konkurencje techniczne
| Zawodnik          | Konkurencja       | Kwalifikacje | Kwalifikacje | Finał | Finał   | Źródło |
| Zawodnik          | Konkurencja       | Wynik        | Miejsce      | Wynik | Miejsce | Źródło |
| ----------------- | ----------------- | ------------ | ------------ | ----- | ------- | ------ |
| Ola Stunes Isene  | rzut dyskiem (m)  | 63,26        | 10.          | 61,18 | 12.     | [ 22 ] |
| Eivind Henriksen  | rzut młotem (m)   | 78,79        | 3.           | 81,58 | srebro  | [ 23 ] |
| Sondre Guttormsen | skok o tyczce (m) | 5,50         | 24.          | NQ    | NQ      | [ 24 ] |
| Fanny Smets       | skok o tyczce (k) | 4,25         | 27.          | NQ    | NQ      | [ 25 ] |

Dziesięciobój
| Zawodnik   | Konkurencja | 100 m | LJ   | SP    | HJ   | 400 m | 110H  | DT    | PV   | JT    | 1500 m  | Razem | Pozycja | Źródło |
| ---------- | ----------- | ----- | ---- | ----- | ---- | ----- | ----- | ----- | ---- | ----- | ------- | ----- | ------- | ------ |
| Martin Roe | Rezultat    | 10,86 | 7,03 | 13,96 | 1,96 | 50,93 | 15,47 | 48,37 | 4,80 | 62,28 | 4:47,58 | 7863  | 19.     | [ 26 ] |
| Punkty     | 892         | 821   | 727  | 767   | 772  | 794   | 836   | 849   | 772  | 633   |         | 7863  | 19.     | [ 26 ] |

### Piłka ręczna
Turniej kobiet
- Reprezentacja kobiet

| - Henny Ella Reistad - Veronica Kristiansen - Marit Malm Frafjord - Stine Skogrand - Nora Mørk - Stine Oftedal - Silje Solberg - Kari Brattset |  | - Katrine Lunde - Marit Røsberg Jacobsen - Camilla Herrem - Sanna Solberg - Kristine Breistøl - Marta Tomac - Vilde Johansen |

| Drużyna  | Konkurencja    | Faza grupowa           | Faza grupowa     | Faza grupowa     | Faza grupowa     | Faza grupowa     | Faza grupowa | Ćwierćfinały     | Półfinały                         | Finał mecz o 3. miejsce | Pozycja | Źródło        |
| Drużyna  | Konkurencja    | Przeciwnik Wynik       | Przeciwnik Wynik | Przeciwnik Wynik | Przeciwnik Wynik | Przeciwnik Wynik | Pozycja      | Przeciwnik Wynik | Przeciwnik Wynik                  | Przeciwnik Wynik        | Pozycja | Źródło        |
| -------- | -------------- | ---------------------- | ---------------- | ---------------- | ---------------- | ---------------- | ------------ | ---------------- | --------------------------------- | ----------------------- | ------- | ------------- |
| Norwegia | turniej kobiet | Korea Południowa 39:27 | Angola 30:21     | Czarnogóra 35:25 | Holandia 29:27   | Japonia 37:25    | 1.           | Węgry 26:22      | Rosyjski Komitet Olimpijski 26:27 | Szwecja 36:19           | brąz    | [ 27 ] [ 28 ] |

Turniej mężczyzn
- Reprezentacja mężczyzn

| - Sander Sagosen - Bjarte Myrhol - Magnus Fredriksen - Petter Øverby - Kristian Sæverås - Kent Robin Tønnesen - Magnus Jøndal - Kristian Bjørnsen |  | - Magnus Gullerud - Christian O’Sullivan - Simen Holand Pettersen - Harald Reinkind - Torbjørn Bergerud - Kevin Gulliksen - Magnus Rød |

| Drużyna  | Konkurencja      | Faza grupowa     | Faza grupowa     | Faza grupowa     | Faza grupowa     | Faza grupowa     | Faza grupowa | Ćwierćfinały     | Półfinały        | Finał mecz o 3. miejsce | Pozycja | Źródło        |
| Drużyna  | Konkurencja      | Przeciwnik Wynik | Przeciwnik Wynik | Przeciwnik Wynik | Przeciwnik Wynik | Przeciwnik Wynik | Pozycja      | Przeciwnik Wynik | Przeciwnik Wynik | Przeciwnik Wynik        | Pozycja | Źródło        |
| -------- | ---------------- | ---------------- | ---------------- | ---------------- | ---------------- | ---------------- | ------------ | ---------------- | ---------------- | ----------------------- | ------- | ------------- |
| Norwegia | turniej mężczyzn | Brazylia 27:24   | Hiszpania 27:28  | Argentyna 27:23  | Niemcy 23:28     | Francja 32:29    | 4.           | Dania 25:31      | NQ               | NQ                      | 7.      | [ 29 ] [ 30 ] |

### Pływanie
| Zawodnik            | Konkurencja           | Eliminacje | Eliminacje | Półfinał | Półfinał | Finał | Finał   | Źródło               |
| Zawodnik            | Konkurencja           | Czas       | Miejsce    | Czas     | Miejsce  | Czas  | Miejsce | Źródło               |
| ------------------- | --------------------- | ---------- | ---------- | -------- | -------- | ----- | ------- | -------------------- |
| Henrik Christiansen | 400 m dowolnym (m)    | 3:48,88    | 21.        | N/A      | N/A      | NQ    | NQ      | [ 31 ] [ 32 ]        |
| Henrik Christiansen | 800 m dowolnym (m)    | 7:48,37    | 9.         | N/A      | N/A      | NQ    | NQ      | [ 33 ] [ 34 ]        |
| Henrik Christiansen | 1500 m dowolnym (m)   | 15:11,14   | 21.        | N/A      | N/A      | NQ    | NQ      | [ 35 ] [ 36 ]        |
| Tomoe Hvas          | 100 m motylkowym (m)  | 55,22      | 27.        | NQ       | NQ       | NQ    | NQ      | [ 37 ] [ 38 ] [ 39 ] |
| Tomoe Hvas          | 200 m motylkowym (m)  | 1:56,30    | 19.        | NQ       | NQ       | NQ    | NQ      | [ 40 ] [ 41 ] [ 42 ] |
| Tomoe Hvas          | 200 m zmiennym (m)    | 1:57,64    | 12.        | 2:00,21  | 16.      | NQ    | NQ      | [ 43 ] [ 44 ] [ 45 ] |
| Ingeborg Løyning    | 100 m grzbietowym (k) | 1:00,07    | 18.        | NQ       | NQ       | NQ    | NQ      | [ 46 ] [ 47 ] [ 48 ] |
| Ingeborg Løyning    | 200 m grzbietowym (k) | 2:11,68    | 17.        | NQ       | NQ       | NQ    | NQ      | [ 49 ] [ 50 ] [ 51 ] |

### Siatkówka

#### Siatkówka plażowa
Mężczyźni
| Zawodnik                   | Konkurencja | Faza grupowa                              | Faza grupowa                      | Faza grupowa                               | Pozycja | 1/8                                 | Ćwierćfinały                          | Półfinały                       | Finał                                      | Finał   | Źródło |
| Zawodnik                   | Konkurencja | Przeciwnik Wynik                          | Przeciwnik Wynik                  | Przeciwnik Wynik                           | Pozycja | Przeciwnik Wynik                    | Przeciwnik Wynik                      | Przeciwnik Wynik                | Przeciwnik Wynik                           | Pozycja | Źródło |
| -------------------------- | ----------- | ----------------------------------------- | --------------------------------- | ------------------------------------------ | ------- | ----------------------------------- | ------------------------------------- | ------------------------------- | ------------------------------------------ | ------- | ------ |
| Anders Mol Christian Sørum | mężczyzni   | McHugh Schumann 2:1 (21:18, 18:21, 15:13) | Herrera Gavira 2:0 (21:17, 24:22) | Krasilnikow Stojanowski 0:2 (19:21, 19:21) | 2.      | Brouwer Meeuwsen 2:0 (21:17, 21:19) | Siemionow Leszukow 2:0 (21:17, 21:19) | Pļaviņš Točs 2:0 (21:15, 21:16) | Krasilnikow Stojanowski 2:0 (21:17, 21:18) | złoto   | [ 52 ] |

### Skoki do wody
| Zawodniczka | Konkurencja                     | Preeliminacje | Preeliminacje | Półfinał | Półfinał | Finał  | Finał   | Źródło               |
| Zawodniczka | Konkurencja                     | Punkty        | Miejsce       | Punkty   | Miejsce  | Punkty | Miejsce | Źródło               |
| ----------- | ------------------------------- | ------------- | ------------- | -------- | -------- | ------ | ------- | -------------------- |
| Anne Tuxen  | wieża 10 m indywidualnie kobiet | 219,15        | 28.           | NQ       | NQ       | NQ     | NQ      | [ 53 ] [ 54 ] [ 55 ] |

### Strzelectwo
| Zawodnik                            | Konkurencja                         | Kwalifikacje | Kwalifikacje | Finał | Finał   | Źródło        |
| Zawodnik                            | Konkurencja                         | Wynik        | Pozycja      | Wynik | Pozycja | Źródło        |
| ----------------------------------- | ----------------------------------- | ------------ | ------------ | ----- | ------- | ------------- |
| Henrik Larsen                       | karabin pneumatyczny (m)            | 627,4        | 11.          | NQ    | NQ      | [ 56 ] [ 57 ] |
| Jon-Hermann Hegg                    | karabin pneumatyczny (m)            | 625,5        | 22.          | NQ    | NQ      | [ 56 ] [ 57 ] |
| Jon-Hermann Hegg                    | karabin małokalibrowy 3 postawy (m) | 1181         | 3.           | 438,0 | 4.      | [ 58 ] [ 59 ] |
| Henrik Larsen                       | karabin małokalibrowy 3 postawy (m) | 1175         | 9.           | NQ    | NQ      | [ 58 ] [ 59 ] |
| Jeanette Hegg Duestad               | karabin pneumatyczny (k)            | 632,9        | 1.           | 209,3 | 4.      | [ 60 ] [ 61 ] |
| Jenny Stene                         | karabin pneumatyczny (k)            | 625,5        | 19.          | NQ    | NQ      | [ 60 ] [ 61 ] |
| Jeanette Hegg Duestad               | karabin małokalibrowy 3 postawy (k) | 1171         | 8.           | 439,9 | 4.      | [ 62 ] [ 63 ] |
| Jenny Stene                         | karabin małokalibrowy 3 postawy (k) | 1168         | 12.          | NQ    | NQ      | [ 62 ] [ 63 ] |
| Jenny Stene Jon-Hermann Hegg        | karabin pneumatyczny (mikst)        | 626,8        | 9.           | NQ    | NQ      | [ 64 ] [ 65 ] |
| Jeanette Hegg Duestad Henrik Larsen | karabin pneumatyczny (mikst)        | 626,8        | 10.          | NQ    | NQ      | [ 64 ] [ 65 ] |
| Erik Watndal                        | skeet (m)                           | 121          | 14.          | NQ    | NQ      | [ 66 ]        |

### Taekwondo
| Zawodnik         | Konkurencja     | 1/8                      | Ćwierćfinał      | Półfinał         | Repesaż                 | Finał/3. miejsce  | Finał/3. miejsce | Źródło |
| Zawodnik         | Konkurencja     | Przeciwnik Wynik         | Przeciwnik Wynik | Przeciwnik Wynik | Przeciwnik Wynik        | Przeciwnik Wynik  | Pozycja          | Źródło |
| ---------------- | --------------- | ------------------------ | ---------------- | ---------------- | ----------------------- | ----------------- | ---------------- | ------ |
| Richard Ordemann | -80 kg mężczyzn | Saleh Al-Sharabaty P 5:4 | NQ               | NQ               | Achraf Mahboubi W 25:10 | Seif Eissa P 4:12 | 5.               | [ 67 ] |

### Triathlon
| Zawodnik             | Konkurencja | Pływanie | Zmiana 1 | Jazda na rowerze | Zmiana 2 | Bieg  | Czas    | Pozycja | Źródło |
| -------------------- | ----------- | -------- | -------- | ---------------- | -------- | ----- | ------- | ------- | ------ |
| Lotte Miller         | kobiety     | 19:58    | 0:46     | 1:04:35          | 0:35     | 36:49 | 2:02:4  | 24.     | [ 68 ] |
| Kristian Blummenfelt | mężczyźni   | 18:04    | 0:39     | 56:19            | 0:28     | 29:34 | 1:45:04 | złoto   | [ 69 ] |
| Gustav Iden          | mężczyźni   | 18:24    | 0:39     | 55:59            | 0:29     | 30:29 | 1:46:00 | 8.      | [ 69 ] |
| Casper Stornes       | mężczyźni   | 17:58    | 0:42     | 56:21            | 0:28     | 30:50 | 1:46:19 | 11.     | [ 69 ] |

### Wioślarstwo
| Zawodnik                                                          | Konkurencja | Eliminacje | Eliminacje | Repesaż | Repesaż | Ćwierćfinały | Ćwierćfinały | Półfinały            | Półfinały       | Finał           | Finał      | Miejsce | Źródło |
| Zawodnik                                                          | Konkurencja | Czas       | M.         | Czas    | M.      | Czas         | M.           | Czas                 | M.              | Czas            | M.         | Miejsce | Źródło |
| ----------------------------------------------------------------- | ----------- | ---------- | ---------- | ------- | ------- | ------------ | ------------ | -------------------- | --------------- | --------------- | ---------- | ------- | ------ |
| Kjetil Borch                                                      | M1x         | 6:54,46    | 1.         | N/A     | N/A     | 7:10,97      | 1.           | 6:42,92 Półfinał A/B | 1.              | 6:41,45 Finał A | 2.         | srebro  | [ 70 ] |
| Martin Helseth Olaf Tufte Oscar Stabe Helvig Erik André Solbakken | M4x         | 5:49,02    | 4.         | 6:02,85 | 4.      | N/A          | N/A          | N/A                  | N/A             | 5:47,34         | 3. Finał B | 9.      | [ 71 ] |
| Kristoffer Brun Are Strandli                                      | LM2x        | 6:25,74    | 1.         | N/A     | N/A     | N/A          | N/A          | 12:16,23             | 6. Półfinał A/B | DNS             | DNS        | 12.     | [ 72 ] |

### Żeglarstwo
Kobiety
| Zawodnik                    | Konkurencja  | Wyścig | Wyścig | Wyścig | Wyścig | Wyścig | Wyścig | Wyścig | Wyścig | Wyścig | Wyścig | Wyścig | Wyścig | Wyścig | Punkty | Finałowa pozycja | Źródło |
| Zawodnik                    | Konkurencja  | 1      | 2      | 3      | 4      | 5      | 6      | 7      | 8      | 9      | 10     | 11     | 12     | M*     | Punkty | Finałowa pozycja | Źródło |
| --------------------------- | ------------ | ------ | ------ | ------ | ------ | ------ | ------ | ------ | ------ | ------ | ------ | ------ | ------ | ------ | ------ | ---------------- | ------ |
| Line Høst                   | Laser Radial | 20     | 3      | 1      | 3      | 10     | 25     | 12     | 6      | 24     | 22     | N/A    | N/A    | 10     | 111    | 8.               | [ 73 ] |
| Helene Næss Marie Rønningen | 49erFX       | 10     | 17     | 12     | 13     | 10     | 9      | 4      | 9      | 2      | 3      | 18     | 7      | 4      | 100    | 7.               | [ 74 ] |

Mężczyźni
| Zawodnik           | Konkurencja | Wyścig | Wyścig | Wyścig | Wyścig | Wyścig | Wyścig | Wyścig | Wyścig | Wyścig | Wyścig | Wyścig | Wyścig | Wyścig | Punkty | Finałowa pozycja | Źródło |
| Zawodnik           | Konkurencja | 1      | 2      | 3      | 4      | 5      | 6      | 7      | 8      | 9      | 10     | 11     | 12     | M*     | Punkty | Finałowa pozycja | Źródło |
| ------------------ | ----------- | ------ | ------ | ------ | ------ | ------ | ------ | ------ | ------ | ------ | ------ | ------ | ------ | ------ | ------ | ---------------- | ------ |
| Hermann Tomasgaard | Laser       | 3      | 8      | 15     | 2      | 6      | 8      | 10     | 5      | 19     | 4      | N/A    | N/A    | 14     | 85     | brąz             | [ 75 ] |
| Anders Pedersen    | Finn        | 14     | 6      | 2      | 10     | 13     | 12     | 5      | 11     | 9      | 14     | N/A    | N/A    | NQ     | 82     | 11.              | [ 76 ] |
| Endre Funnemark    | RS:X        | 14     | 16     | 5      | 11     | 11     | 26 DSQ | 9      | 10     | 3      | 19     | 12     | 16     | NQ     | 126    | 14.              | [ 77 ] |

Open
| Zawodnik                                            | Konkurencja | Wyścig | Wyścig | Wyścig | Wyścig | Wyścig | Wyścig | Wyścig | Wyścig | Wyścig | Wyścig | Wyścig | Wyścig | Wyścig | Punkty | Finałowa pozycja | Źródło |
| Zawodnik                                            | Konkurencja | 1      | 2      | 3      | 4      | 5      | 6      | 7      | 8      | 9      | 10     | 11     | 12     | M*     | Punkty | Finałowa pozycja | Źródło |
| --------------------------------------------------- | ----------- | ------ | ------ | ------ | ------ | ------ | ------ | ------ | ------ | ------ | ------ | ------ | ------ | ------ | ------ | ---------------- | ------ |
| Nicholas Fadler Martinsen Martine Steller Mortensen | Nacra 17    | 14     | 17     | 18     | 19     | 19     | 18     | 17     | 15     | 17     | 12     | 19     | 17     | NQ     | 183    | 19.              | [ 78 ] |

M = Wyścig medalowy